# Haqqa
Die Haqqa (auch: Heqqe) sind eine religiöse Sondergruppe in der Autonomen Region Kurdistan.

## Geschichte
Die Haqqa entstanden am Anfang des 20. Jahrhunderts. Ihr Gründer war Scheich Abdulkarim von Sergelu. Er stammte aus der Qādirīya-Familie der Berzincîs, hatte aber eine Erlaubnis erhalten, die Lehre des Naqschbandi-Ordens zu verbreiten. Seine Lehre wich von diesem so stark ab, dass man von einer eigenständigen, neuen Tarīqa sprechen muss. Ihr Zentrum war das Dorf Shadala im Distrikt Dukan. Die Haqqa versuchten, eine Gemeinschaft auf sozialer Gleichheit, gemeinsamem Besitz und größerer Freiheit für Frauen zu schaffen, von denen einige religiöse Führerinnen wurden. Die Anschuldigung, freie sexuelle Beziehungen zwischen Männern und Frauen praktiziert zu haben, weisen sie aber zurück. Unter den Armen und Unterdrückten gewann die Sekte seit etwa 1930 viele Anhänger. Nach einigen Jahren soll sie in etwa 300 Dörfern existiert haben. In ihren Dörfern betrieben sie die Landwirtschaft kollektiv und praktizierten völlige Gütergemeinschaft. Mitglied werden konnte jeder, auch Reiche. Einige mächtige Aghas schlossen sich der Sekte an, sie mussten als Initiation ihre teuren Kleider verbrennen und wie Esel mit einem Strick um den Hals auf allen vieren laufen, um ihre Demut unter Beweis zu stellen.
Weil sie die Zahlung von Steuern verweigerten, wurde der Ordensgründer 1934 zum ersten Mal von den Briten verhaftet, auf Druck seiner Anhänger aber freigelassen. Auch sein Nachfolger Mame Riza wurde 1944 von den Briten verhaftet und in ein Internierungslager im Süden des Irak deportiert. Grund dafür war, dass er 50 bewaffnete Männer zur Unterstützung Mustafa Barzanis losgeschickt hatte, der aus seinem Hausarrest in Sulaimaniyya entkommen war und einen neuen Aufstand im Gebiet von Barzan organisierte. Der Orden hatte damals nach britischen Angaben mehrere Hundert, nach kurdischen Angaben bis zu 12.000, auf jeden Fall mehrere tausend bäuerliche Anhänger. Diese verließen ihre Dörfer, um ihrem Anführer in die Verbannung zu folgen. Die Briten erlaubten Riza daraufhin, nach Sulaimaniyya zurückzukehren, und stellten ihn dort unter Hausarrest, sodass seine Anhänger ihn besuchen konnten.
Nachdem ein Schüler Mame Rizas, Hama Sur, gegen diesen rebellierte, spaltete sich der Orden in Anhänger Mame Rizas und Anhänger Hama Surs. Im Jahr 2003 existierten die Gruppen noch. Ein Vetter des zweiten Anführers Mame Riza, Ali Askari, war einer der populärsten Guerillaführer in der letzten Barzani-Revolte 1974/75 und gehörte nach der Niederlage Barzanis 1975 zu den Mitgründern der PUK.